# الجائزة العالمية للرواية العربية (2014)
الجائزة العالمية للرواية العربية لعام 2014، هي الدورة السابعة من الجائزة العالمية للرواية العربية، أعلن عن قائمتها الطويلة في 7 يناير 2014، والقائمة القصيرة في 10 فبراير 2014، وذلك بعد قراءة ومناقشة مستفيضة لقائمة طويلة من الروايات المشاركة، التي زادت على 156 رواية منشورة باللغة العربية، ينتمي كتابها إلى 18 بلدًا عربيًا، ومنحت الجائزة في 29 أبريل 2014، لرواية فرانكشتاين في بغداد للروائي العراقي أحمد سعداوي.

## تفاصيل
تم الإعلان عن القائمة الطويلة في 7 يناير 2014 والتي ضمت 16 رواية تم اختيارها من بين 156 رواية ينتمي كتابها إلى 18 دولة عربية، جرى اختيار الروايات من قبل لجنة مكوّنة من خمسة محكّمين، ويوم الاثنين الموافق 10 فبراير بالأردن تم الكشف عن القائمة القصيرة التي ضمت ست روايات، وقد تم الإعلان عن الرواية الفائزة في يوم الثلاثاء 29 أبريل 2014. وقد وضمّت القائمة الطويلة والقصيرة، الروايات التالية:
|  | منحت الجائزة في تاريخ: 29 أبريل، 2014 أعلنت القائمة القصيرة: 10 فبراير، 2014 سبق لهم الوصول للقائمة القصيرة: - متوسط عمر أدباء القائمة القصيرة: - أعلنت القائمة الطويلة: 7 يناير، 2014 سبق لهم الوصول للقائمة الطويلة: - الكتّاب يتوزّعون على: عشرة بلدان (القصيرة: أربعة بلدان) متوسط عمر أدباء القائمة الطويلة: - إجمالي الروايات المرشحة للجائزة: 156 (18 بلدًا) | فرانكشتاين في بغداد ( لأحمد سعداوي) |  | المكان: أبوظبي الإمارات العربية المتحدة الحضور: - رئيس لجنة التحكيم: سعد البازعي |  |

| القائمة الطويلة: |                             |                     |  |
|                  |                             |                     |  |
|                  | 366                         | أمير تاج السر       |  |
|                  | الإسكندرية في غيمة          | إبراهيم عبد المجيد  |  |
|                  | حامل الوردة الأرجوانية      | أنطوان الدويهي      |  |
|                  | الذئب الذي نبت في البراري   | واسيني الأعرج       |  |
|                  | شرفة الهاوية                | إبراهيم نصر الله    |  |
|                  | غراميات شارع الأعشى         | بدرية البشر         |  |
|                  | في حضرة العنقاء والخل الوفي | إسماعيل فهد إسماعيل |  |
|                  | ليل علي بابا الحزين         | عبد الخالق الركابي  |  |
|                  | منافي الرب                  | أشرف الخمايسي       |  |
|                  | موسم صيد الزنجور            | إسماعيل غزالي       |  |

| القائمة القصيرة |                                |                   |  |
|                 |                                |                   |  |
|                 | تغريبة العبدي                  | عبد الرحيم لحبيبي |  |
|                 | طائر أزرق نادر يحلق معي        | يوسف فاضل         |  |
|                 | طشاري                          | إنعام كجه جى      |  |
|                 | فرانكشتاين في بغداد            | أحمد سعداوي       |  |
|                 | الفيل الأزرق                   | أحمد مراد         |  |
|                 | لا سكاكين في مطابخ هذه المدينة | خالد خليفة        |  |

|  | أعضاء لجنة التحكيم : زهور كرّام * | سعد البازعي * | عبد الله إبراهيم * | محمد حقي صوتشين (مُسْتعرب) |